# Eddie Blazonczyk
Eddie Blazonczyk (21. července 1941 Chicago, Illinois, USA – 21. května 2012 tamtéž) byl americký hudebník, hrající styl polka. Jeho rodiče do USA emigrovali z Polska. Byl zakládajícím členem skupiny The Versatones. Jeho album Another Polka Celebration získalo cenu Grammy.